# Yevgueni Shvarts
Yevgueni Lvóvich Shvarts (Евгений Львович Шварц, 9 de octubre de 1896, Kazán, Imperio ruso – 15 de enero de 1958, Leningrad, la URSS) fue un destacado dramaturgo, periodista, guionista de cine y escritor ruso del siglo XX.

## Biografía
Yevgueni Lvóvich Shvarts nació el 9 de octubre del año 1896 en Kazán. Su padre era Lev Borísovich Shvarz (10 de diciembre de 1874 - 1940) estudiante de medicina (más adelante se convertiría en cirujano) de familia judía que se mudó a Kazan en el año 1892. Su madre era María Fiódorovna Shelkova (1875-1942) que en aquella época acudía de oyente a clases de matrona. El 18 de mayo del año 1985, antes de casarse, el padre de Yevgueni adoptó la religión ortodoxa. La familia de su madre vivía en Riazán, (su abuelo Fiódor Larin era peluquero) mientras que la familia de su padre vivía en Ekaterinodar (su abuelo Berka Shvarz era dueño de una tienda de muebles). En 1898, después de acabar la universidad, su padre fue enviado a Dmítrov pero pasó poco tiempo trabajando allí.  
En 1898 su padre fue arrestado y acusado de agitación revolucionaria entre los trabajadores de las fábricas de Kazán por lo que fue deportado a Maikop donde Yevgueni pasó gran parte de su juventud y adolescencia. Al acabar sus estudios en el instituto de Maikop (1913), Shvarz entró en la facultad de derecho de Moscú pero el teatro le interesaba más que la profesión de jurista. Mientras tanto sus padres se mudaron a Ekaterinodar junto a su hermano pequeño. 
En otoño de 1916 fue llamado a filas. En abril de 1917 pertenecía al batallón de reserva en Volgogrado desde donde fue trasladado en agosto de 1917 a la academia militar de Moscú y nombrado Junker. El 5 de octubre de 1917 fue ascendido a práporshchik. 
A principios de 1918 fue a Ekaterinodar donde se unió al ejército de Voluntarios. Participó en la Primera Campaña de Kubán. El temblor de manos que padeció Shvarts a lo largo de toda su vida fue consecuencia del síndrome posconmoción que sufrió durante el asalto de Yekaterinodar.
Al salir del hospital fue retirado del servicio militar y se matriculó en la universidad de Rostov del Don donde empezó a trabajar en el "Taller teatral". En 1920 se casó con la actriz Gayáne Jaladzíeva (1898 - 1983). En 1921 llegó a Petrograd junto a la compañía teatral de Rostov. Actuó en pequeños teatros de la ciudad (según las palabras de Nikolái Chukovsky "sin tener ningún talento artístico"), trabajó como librero y fue secretario de Nikolái Chukovsky. Muy rápidamente se hizo conocido como un brillante narrador e improvisador. 
Comenzó a escribir en 1923 durante el verano que pasó en Donbas donde colaboró con una revista de Bajmut. Al volver de Donbas vio la luz la primera obra infantil de Shvarts, "El cuento de una vieja balalaica". publicada en la entrega de julio de una revista infantil llamada "Gorrión", 1924. 
Desde 1925 se convirtió en colaborador fijo de las revistas "Yez" y "Chiz" mientras que su primer relato se publicó de forma individual. Después vendrían otros libros infantiles: "La guerra de Petrushka y Stepka - rastrepka", "Campamento", "Globos" y otros. 
En 1929 el TAI (Teatro de Audiencia Infantil) de Leningrado puso en escena la primera obra teatral de Shvarz, Underwood. Ese mismo año nació su primera hija Natalia y unos pocos meses después el escritor dejó el hogar familiar. Durante esos años Shvarts trabaja mucho y de forma productiva: escribe relatos, poemas, obras de teatro para adultos y niños, viñetas para las revistas "Yez" y "Chiz", piezas satíricas, libretos para el ballet, espectáculos humorísticos para el circo, obras para marionetas para el teatro de Serguéi Obraztsov y guiones de cine. Fue guionista de la película Cenicienta y del Don Quijote de Grigori Kózintsev. 
Durante la Segunda Guerra Mundial Shvarz siguió trabajando durante el sitio de Leningrado negándose a ser evacuado. aunque finalmente acabó yéndose a Kirov. Trabajó como encargado del teatro provincial donde escribió las obras "Una noche", sobre los defensores de Leningrado, "Un lugar lejano" sobre los niños evacuados y comenzó a trabajar en su obra "Dragón". 
Cuando evacuaron el Teatro de Comedia de Leningrado a Dusambé Shvarts se trasladó allí. Después de la guerra escribió unas cuantas obras más, entre ellas "Un milagro cotidiano".
Yevgueni Lvóvich Shvarts murió el 15 de enero de 1958 en Leningrado. Fue enterrado en el cementerio de Bogoslovskoye.

## Familia
- Hermano - Valentin Lvóvich Shvarts (1902 - 1988), ingeniero.
- Esposa (1920 - 1930) actriz Gayané Nikoláevna Jalaidzieva
  - Hija - Natalia Yevguenievna Krizanovskaya (1929 - 1995)
    - Nieto - poeta Andréi Olégovich Krizanovsky (1950 - 1994) Nieta - María Olégovna Krizanovskaya (1954)
- Segunda esposa - Ekaterina Ivanovna Zilber (1899 - 1970)

## Premios
- Orden de la Bandera Roja del Trabajo el 28 de diciembre de 1956

## Obra

### Obras de teatro
- "Underwood" - obra de teatro en tres actos - 1928 «Ундервуд»
- "Tonterías" - obra para el teatro de marionetas - 1932 «Пустяки»
- "Tesoro" - cuento en cuatro actos - 1934 «Клад»
- "La princesa y el pastor de cerdos" - 1934 «Принцесса и свинопас»
- "El rey desnudo" - cuento en dos actos - 1934 «Голый король»
- "Las aventuras de Gogenshtaufen" - 1934 «Похождения Гогенштауфена»
- "Caperucita roja" - cuento en tres actos - 1936 «Красная Шапочка»
- "La reina de nieve" - cuento en cuatro actos basado en la obra de Hans Christian Andersen - 1939 «Снежная королева»
- "La ciudad de las muñecas" - obra para el teatro de marionetas - 1939 «Кукольный город»
- "Sombra" - cuento en tres actos - 1940 «Тень»
- "El cuento del tiempo perdido" - obra para el teatro de marionetas en tres actos - 1940 «Сказка о потерянном времени»
- "Hermano y hermana" - 1940 «Брат и сестра»
- "Nuestra hospitalidad" -1941 «Наше гостеприимство»
- "Bajo los tilos de Berlín" (junto a Mijaíl Zoshchenko) obra teatral - panfleto antinazi - 1941 «Под липами Берлина»
- "Un lugar lejano" - 1942 «Далекий край»
- "Una noche" - obra en tres actos - 1943 «Одна ночь»
- "Dragón" - cuento en tres actos - 1944 «Дракон»
- "El cuento del soldado valiente" - obra para el teatro de marionetas - 1946 «Сказка о храбром солдате»
- "Cien amigos" - obra para el teatro de marionetas - 1948 «Сто друзей»
- "Dos fresnos" - cuento en tres actos - 1953 «Два клёна»
- "Un milagro cotidiano" - cuento en tres actos - 1956 «Обыкновенное чудо»
- "El cuento de los jóvenes casados" / "El primer año" - obra en tres actos - 1957 «Повесть о молодых супругах» / «Первый год»

### Guiones
- 1930 - Los verdaderos cazadores
- 1931 - El mercantil 717
- 1934 - Despierten a Lenochka
- 1936 - Vacaciones
- 1936 - Lenochka y las uvas
- 1938 - Doctor Aibolit
- 1945 - El cuento del invierno
- 1947 - Cenicienta
- 1957 - Don Quijote
- 1959 - María artesana
- 1963 . Caín XVIII
- 1966 - La reina de nieve

### Otras obras
- "Los cuentos de la vieja balalaica", 1925
- "Dos hermanos", 1943
- "Nuevas aventuras del gato con botas"
- "Alumna de primer grado" , 1949
- "Las aventuras de Shura y Marusia"
- "El mago despistado"
- "Poemas (1920 - 1950)
- "La niña ajena"
- Memorias, 1982
- Diarios (publicados en 1989)